# Leo Geyr von Schweppenburg
Leo Dietrich Franz Freiherr Geyr von Schweppenburg (Potsdam, 2 marzo 1886 – Icking, 27 gennaio 1974) è stato un generale tedesco.

## Biografia
Ufficiale di cavalleria distintosi già durante la prima guerra mondiale, divenne, fin dall'inizio della seconda guerra mondiale, uno dei principali generali tedeschi esperti di guerra con mezzi corazzati e guidò Panzer-Division e Panzer-Korps nella campagna di Polonia nel 1939, nella campagna di Francia nel 1940 e sul fronte orientale nel 1941-43.
Trasferito all'ovest, ebbe l'incarico di organizzare tutte le riserve corazzate tedesche preparate per contrastare l'eventuale attacco degli Alleati alla "Fortezza Europa". Nonostante fosse spesso in contrasto sulle decisioni strategico-operative con il feldmaresciallo Erwin Rommel e con Adolf Hitler, guidò il cosiddetto Panzergruppe West, costituito dalla maggior parte delle Panzer-Division tedesche schierate in occidente, durante la prima fase della battaglia di Normandia. Destituito dal Führer alla fine del mese di giugno 1944, mantenne fino alla fine della guerra incarichi tecnici di supervisione delle truppe corazzate.
Nel dopoguerra collaborò all'organizzazione del nuovo esercito tedesco-occidentale, la Bundeswehr.